# Kempenich
Kempenich é um município da Alemanha localizada no distrito de Ahrweiler, na associação municipal de Verbandsgemeinde Brohltal, no estado da Renânia-Palatinado.

## População da Cidade
| - 1815 – 842 - 1835 – 1.040 - 1871 – 1.068 - 1905 – 1.296 - 1939 – 1.131 | - 1950 – 1.225 - 1961 – 1.233 - 1970 – 1.476 - 1987 – 1.582 - 2005 – 1.914 |

## Política
Cadeiras ocupadas na comunidade:
|      | CDU | FWG 1 | FWG 2 | FWG 3 | Total       |
| 2009 | 7   | 7     | 2     | –     | 16 Cadeiras |
| 2004 | 5   | 7     | 3     | 1     | 16 Cadeiras |